# اممله
اَمْمَلَه (به فنلاندی: Ämmälä) یک منطقهٔ مسکونی در فنلاند است که در لاهتی واقع شده‌است. اممله ۴۴۱ نفر جمعیت دارد.